# Maera prionochira
Maera prionochira är en kräftdjursart som beskrevs av Heinrich Wilhelm Eduard van Bruggen 1907. Maera prionochira ingår i släktet Maera och familjen Melitidae. Inga underarter finns listade i Catalogue of Life.